# Ingegraven vuurmond

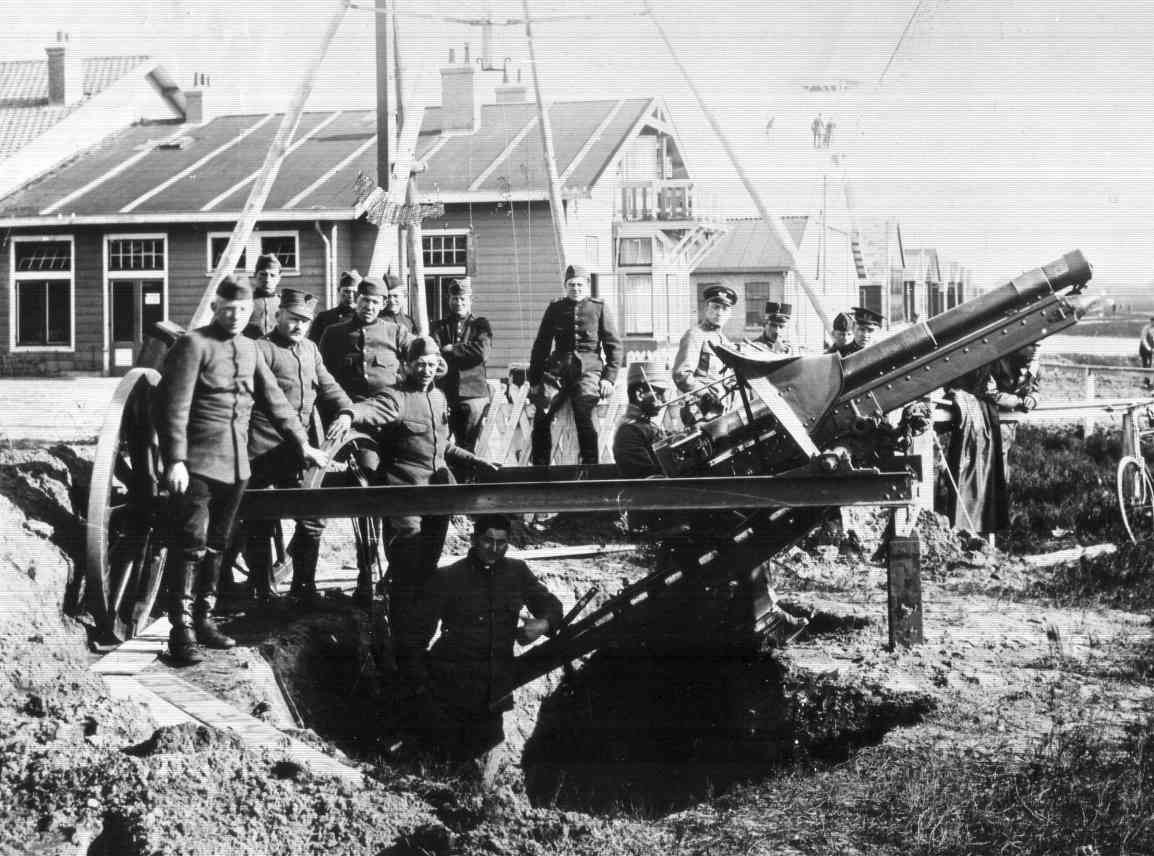
Vuurmondopstelling (ca. 1915)

De ingegraven vuurmond was een opstelling die werd gebruikt door de Luchtdoelartillerie, startend rond 1915.
Deze opstelling werd bedacht door eerste luitenant A.J. Maas en tweede luitenant G. Simons, die waren ingedeeld bij het 4e Regiment Vestingartillerie. Zij ontwikkelden een affuit voor mitrailleurs met een elevatie van 80 graden.